# Rhododendron wadanum
Espèce
Classification phylogénétique
Rhododendron wadanum est une espèce de plantes à fleurs de la famille des Ericaceae originaire du Japon.

## Dénomination
L'arbuste Rhododendron wadanum a été décrit par le botaniste Tomitarō Makino en 1917.

## Nom vernaculaire
- Tōgokumitsuba tsutsuji, Japon

## Synonymie
- Rhododendron wadanum var. leucanthum Makino
- Rhododendron reticulatum var. wadanum (Makino) Hatusima